# George Armstrong Custer
George Armstrong Custer (New Rumley, Ohio, 1839. december 5. – Little Bighorn, Montana, 1876. június 25.) amerikai katonatiszt, aki vezérőrnagyi rendfokozatig emelkedett a ranglétrán és az amerikai történelem misztikus egyéniségeként tartják számon. 
A polgárháború fiatal hőse, akinek későbbi katonai tevékenysége viták tárgyát is képezi, hiszen az őslakos indián lakossággal szemben elkövetett atrocitásai beárnyékolják katonai teljesítményét.
A West Point katonai akadémia elvégzése után azonnal kitört az amerikai polgárháború. Ennek idején az Egyesült Államok Hadseregének lovassági parancsnoka volt. Fiatal tisztként részt vett a Bull Run-i csatában, majd a Virginia-félszigeti hadjáratban is. Mindkét esemény folyamán a főparancsnok hadsegédje volt. Ezután Alfred Pleasonton vezérőrnagy hadsegédje lett, aki sorozatosan fedezte fel az uniós lovasság számára a kiváló beosztottakat.
Felismerve Custer harcosságát kinevezte a michigani lovasság dandárparancsnokának, 23 évesen pedig dandártábornokká léptették elő. Bár egységei végig nagy veszteségeket szenvedtek el a polgárháború során, ő félelmet nem ismerve, agresszívan küzdött. Személye körül keringő vad hírek és karizmatikus lélekjelenléte miatt egyre inkább közismert lett. 1864-ben hadosztályparancsnok lett és Philip Sheridan mellett harcolt a Shenandoah-völgyben. Személyesen fogadhatta a konföderációs Robert E. Lee tábornok megadást jelző fehér zászlóját Appomattoxnál. A polgárháború alatt átmenetileg vezérőrnagyi, az indián háborúk során pedig a professzionális hadsereg tényleges alezredesi rendfokozatban szolgált.
A Konföderáció fegyverletétele után Texasban szolgált. Rövid kitérőt téve megpróbálkozott a politikusi karrierrel is, de csalódva visszatért a katonai pályához. 1866-tól az indián háborúk során önfejű intézkedései és a legyőzött ellenséggel szembeni kíméletlensége miatt politikai támadások érték, ám ennek ellenére az amerikai lakosság körében népszerűsége mégis növekedett. 1867-ben függelemsértés miatt hadbíróság elé állították és lefokozták, de rövidesen visszakapta rangját és beosztását. 1876. június 25-én a Little Bighorn-i csatában esett el, összes katonájával együtt a lakota sziúk, csejenn és arapaho egyesült csapatok elleni összecsapás során. Vereségét egyesek szerint hibás parancsnoki döntései idézték elő, ám mégis mindezek ellenére Custer az amerikai történelem egyik legismertebb és persze hibái matt a legvitatottabb alakja is egyben.

## Élete

### Származása, ifjúsága és tanulmányai

#### Származása és családtagjai
George Armstrong Custer New Rumleyben, Ohio államban született 1839. december 5-én. Családja rajnai német származású volt. A legkorábbi ismert ősei az 1600-as évek végén, 1700-as évek elején érkeztek Amerikába, akkor még Küster néven. Először Pennsylvania állam területén telepedtek le, majd innen Custer nagybátyja és apja az ohiói New Rumley-be költözött. Édesapja, Emmanuel Custer, kovácsként és földművesként kereste kenyerét. Első felesége Matilda Viers volt, akitől három gyermeke született. 
Matilda 1835-ben hunyt el. Hét hónapra rá Emmanuel házasságot kötött az ugyancsak megözvegyült skót-ír származású Maria Ward Kirkpatrickkel. Maria szintén három gyermekkel érkezett az új házasságba. Custer harmadik fiúként született az új családba, azonban bátyjai még születése előtt elhaláloztak, így ő lett a legidősebb, életben maradt közös gyermekük. Mikor beszélni tanult, saját nevét „Autie”-nak ejtette és innentől kezdve ez lett a családi beceneve. Őt követően még három fiú és egy lány született a családba, akik mind megérték a felnőttkort. Testvérei közül a későbbiekben kiemelkedett Thomas Ward Custer, aki a polgárháború során két alkalommal is elnyerte a kongresszusi érdemérmet, a Medal of Honort.

#### Gyermekkora, ifjúsága és tanulmányai
Custert boldog családi légkör vette körül. Mind szülei, mind testvérei nagyon szerették. Sikeresen olvadt egybe a szülők régi és új családja. Custer édesapja sokat foglalkozott a gyerekekkel és nem volt a korban szokásos fizikai fenyítés híve, édesanyja pedig csak a családjának élt. Custerék a metodista gyülekezethez tartoztak. Apja erős akarattal és önbizalommal rendelkezett, emellett mélyen vallásos volt és segédkezett a helyi metodista templom megalapításában is. Személyisége és nézetei nagy hatással voltak gyermekeire, különösen az ifjú George Armstrongra. Elkötelezetten demokrata párti volt, emellett sikeresen távol tartotta gyermekeit a káros szenvedélyektől.
A helyi milícia tagjaként gyakran magával vitte a gyakorlatozásokra a kis George-ot, akiről már négyévesen az mondták, hogy született katona. Szintén négyéves korában történt, hogy a fogorvosnál rendkívül fegyelmezetten, katonásan viselkedett. Miután távoztak, a következőket mondta:„Apa, mi ketten megverhetjük az összes republikánust Ohióban!” Hétéves korában a milícia egy gyakorlatozása alatt, a mexikói–amerikai háború előtt pedig a következőket mondta: „Én a háborúra szavazok!” Az általános iskolában a kis Custer népszerű volt. Jókedvével, ragadós mosolyával és fizikai adottságainak köszönhetően kitűnt társai közül. Sportokban, egyebek között a birkózásban és az atlétikában való jártasságával ugyancsak felülmúlta társait. Tanárai és osztálytársai visszaemlékezései szerint az ifjú Custert, bár értelmes volt, csak a csínytevés, az olvasás és a hadtörténet érdekelte.
Tízéves korában Lydia Ann Reedhez költözött, aki anyja révén mostohanővére volt és a michigani Monroe-ban lakott. Szülei az iskoláztatása végett bízták őt Lydia Annre. Itt szembesült először hátrányos társadalmi helyzetével. Ez hatással volt iskolai szorgalmára, ami szinte az egyetlen előbbre jutási lehetőség volt számára. Itt látta meg először későbbi feleségét, a helyi bíró lányát, Elizabeth „Libbie” Bacont. Mivel megtetszett neki a lány, ezért az apjánál kisebb alkalmi munkákat végzett, de nem sikerült közelebb kerülnie hozzá a társadalmi különbségek miatt.
Gyermekkora nagy részét a Reed családnál töltötte, Monroe-ban, ahol 1855-ben elvégezte az Alfred Stebins Fiataljainak Akadémiáját. Tehetsége megmutatkozott abban is, hogy itt szinte tanulás nélkül volt az osztály legjobb tanulója. Egy visszaemlékezés szerint: „Custer olyan volt, amilyennek tűnt. Semmi sem volt rejtve természetéből. Kedves és nagylelkű volt a barátaihoz, de keserű és engesztelhetetlen az ellenségeivel szemben.” Ezt követően visszaköltözött Ohióba, ahol a Harrison megyében található Beech Point Iskolában tanított, azonban ezt nem érezte magának való hivatásnak, mivel úgy érezte ezzel elveszti a társadalmi felemelkedés lehetőségét.

#### A West Point katonai akadémián

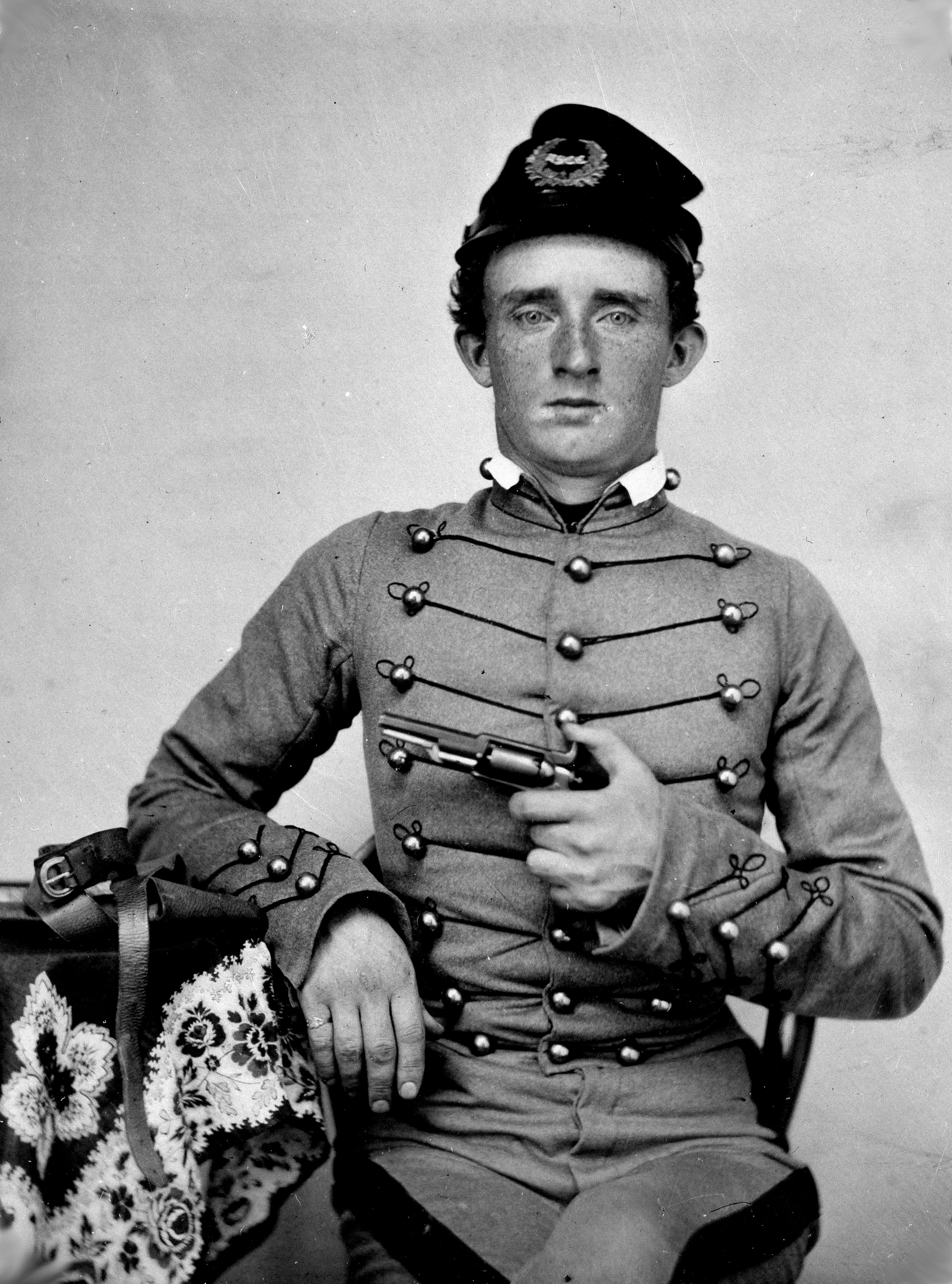
Custer 1859 körül a West Point kadétjaként

Ezt követően a West Point katonai akadémiára szeretett volna jelentkezni, de apja megrögzött demokrata volt a republikánus John A. Bingham választókerületében, így sok segítségre tőle nem számíthatott. Az akadémiára való katonamérnöki képzésre ugyanis egy adott állam kongresszusi képviselői ajánlhattak jelentkezőket. A West Point nagy előnye volt az is a szegény családból származó Custer számára, hogy ingyenes volt. Ebben az időben a Holland-farmon lakott, ahol udvarolni kezdett Mary Hollandnak. A feltételezések szerint a lány apja, mikor erről tudomást szerzett, kijárta az ajánlást Binghamnél, hogy megszabaduljon tőle. 1856-ban Custer kérelmet nyújtott be a West Pointra való felvétele céljából, ahova 1857-es tanévre sikerült is beiratkoznia. Apja örömében a farmját is eladta, hogy anyagilag támogathassa ambiciózus fiát.
Az osztályába 108 jelentkezőből 68 fő nyert felvételt. Custer az egyik társával közölte, hogy az osztályban csak két hely van, az első és az utolsó. Ő inkább az utóbbit választotta. Bár kijelenthető, hogy az akadémia történetének egyik legfegyelmezetlenebb diákja volt azok közül, akik azt elvégezték, de mikor kellett akkor fegyelmezett volt. Az akadémián alkalmazott büntetőpontrendszer alapján félévente legfeljebb 100 pontot lehetett elérni. E felett a kadétot fegyelmi úton eltávolították az iskolából. Előfordult, hogy Custer ezt 3 hónap alatt megközelítette és utána, a kicsapást elkerülendő, az egyik legfegyelmezettebb hallgató volt a következő 3 hónapban. A West Pointon többségében előkelő származású családok gyermekei folytatták tanulmányaikat. A hihetetlen szigor és a büntetések sora szorossá tette a hallgatók kapcsolatát, és a társadalmi különbségek eltűntek. Custer népszerű volt kadéttársai körében. A kitörő polgárháborúra való tekintettel osztálya kérelmezte, hogy a szakirányú képzés utolsó évét ne tartsák meg, hanem egy évvel korábban tehessék le a záróvizsgát. Ennek köszönhetően Custer négy év után, 1861. június 24-én fejezte be tanulmányait, osztályutolsóként a (68-ból megmaradt) 34 főből. 22 társa még a vizsga előtt megszakította tanulmányai és beállt a szerveződő konföderációs hadseregbe. A maradék tizenkettőt korábban fegyelmi úton távolították el az akadémiáról.
Nem sokkal ezt követően, 1861. június 29-én ügyeletes tiszti szolgálatot látott el. Ennek során nem akadályozta meg két kadét összeverekedését és nem lépett fel rendteremtőként. Hadbíróság elé állították, de a büntetés letöltésétől az időközben kitört amerikai polgárháború megmentette, mivel égető szükség volt a tisztekre. Minden valószínűség szerint befolyásos osztálytársai, barátai segítettek rajta szorult helyzetében. Egyes források szerint még Bingham képviselő is szót emelt az érdekében. Kadéttársainak döntő többsége (egy kivételével) a déli konföderációs erők oldalára állt a polgárháborúban.

### Az amerikai polgárháborúban

#### 1861-ben

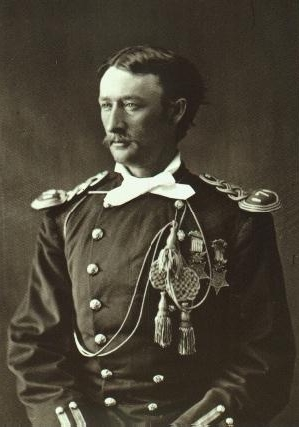
George Armstrong öccse Thomas Ward Custer, polgárháborús hős és a kongresszusi érdemérem, a „medal of honor” tulajdonosa. Rajongott bátyjáért, akivel együtt életét vesztette a Little Bighorn-i csatában

A fenti előzmények ellenére a polgárháború során meglepően jól teljesítette szolgálatát. Az északi uniós erők oldalán harcolt a déli konföderációs erők ellen. Washingtonba érkezve első megbízatását személyesen Winfield Scott főparancsnoktól kapta. A parancs alapján lovat szerzett és futárszolgálatot látott el. A sürgönyökkel Irvin McDowellnél jelentkezett Centerville-ben. Új szolgálati helye a 2. lovasezred G százada lett és így Custer részt vett a Bull Run-i csatában. 1861 végén megbetegedett és csak 1862 februárjában tért vissza a szolgálati kötelékbe.

#### 1862-ben

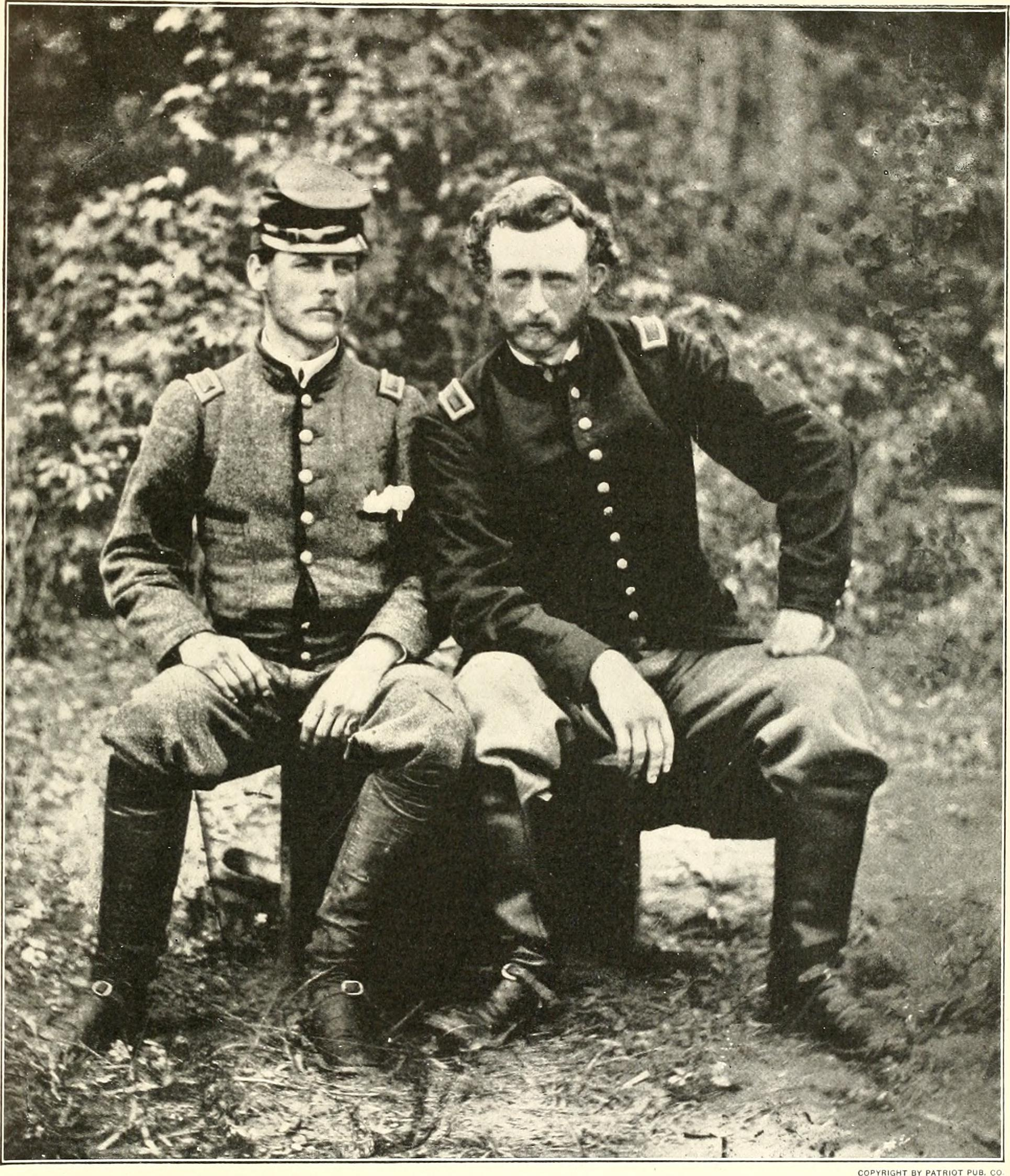
Custer és egykori évfolyamtársa, J. B. Washington, a CSA hadnagya, aki 1862. május végéig, Fair Oaksnál való fogságba eséséig Joseph E. Johnston szárnysegédje volt.

Kora márciusban az a parancsot kapta, hogy zavarja meg Joseph E. Johnston tábornagy konföderációs erőit a Rappahanock folyóhoz történő visszavonulásuk során. Custer 50 fős csapata azonban nem sokat tehetett a 32 ezer fős sereg ellen. Amikor a Potomac hadsereget áthelyezték, Custert „Kopasz” Smith törzstisztjévé léptették elő. Három-négy alkalommal Thaddeus Lowe professzor léghajójával végzett légi felderítéseket a konföderációs csapatokról és azok mozgásáról. 1862. május 3-án Custer volt az, aki észlelte John B. Magruder csapatainak visszavonulását Yorktownból. Május 5-én a déli James Longstreet hátvéd akcióból teljes támadásba ment át a Williamsburgnél. „Kopasz” Smith engedélyt kért, hogy csapatokat küldhessen az összecsapáshoz.
Edwin V. Sumner ezt nem engedélyezte. Smith ennek ellenére lovassággal (Custer egységeit is beleértve) megerősítette Winfield Scott Hancock dandárját. Custer 3400 főt vezetett egy hátsó útvonalon Fort Magruder egy mérföldes körzetébe, Hancock tartózkodási helyére. A megerősített dandár itt visszavonulásra késztette Longstreet csapatait. 1862. május 23-án sikeres felderítőutat tett Nicholas Bowen hadnagy és más térképészeti tisztek kíséretében és talált egy gázlót, majd május 24-én Custer átkelt a Chickahominy-folyón, a michigani 4. ezred egy századát vezetve. A folyó túlsó partján tartózkodó század segítségével az északi uniós erők megmentették Newbridge-et, ami fontos átkelőhely volt. Amikor George B. McClellan vezérőrnagy személyesen gratulált Custernek a hősies erőfeszítéséért beosztást ajánlott fel neki a törzsében. Custer ezt rögtön elfogadta.
A Seven Pines-i ütközet előtt szoros munkakapcsolatban állt John Barnard dandártábornokkal, a Potomac hadsereg főmérnökével. A hétnapos csata során, mikor Robert E. Lee tábornagy megindította támadását a Beaver Dam Creek-i ütközetben, Custer a hadsereg visszavonulási útvonalát dolgozta ki Barnard irányítása alatt. Custer felvázolta Barnardnak, hogy McClellan hol akarta vele felállíttatni a csatasort a következő napon a Gaines' Millnél és ez alapján dolgozták ki a tervet. Teljesítményének elismeréseként a visszavonulásakor sikeres lebonyolítása után július 17-én előléptették főhadnaggyá.
McClellan viselkedése és nézetei nagy hatással voltak Custerre. A két férfi között egyfajta apa-fiú kapcsolat alakult ki. A jövőben is jellemző volt a Custer és az idősebb parancsnokai közötti rendkívül jó viszony. A főparancsnok nézetei megegyeztek a demokraták Fernando Wood-féle szárnyával, akik nem értettek egyet a rabszolga-felszabadítással és a déliek ellen folytatott polgárháborúval. Wood és társai szándékai szerint a Lincoln elleni puccs sem lett volna elképzelhetetlen. A következő elnökválasztáson szerették volna McClellant indítani. A főparancsnok Lincoln általi eltávolítása tehát csak idő kérdése volt. Custer ennek ellenére kitartott parancsnoka mellett, még úgy is, hogy „McClellan embereként” sokkal nehezebb volt előléptetést elérnie. Custer csak a későbbiekben tett komolyabb erőfeszítéseket a politikusokkal való jó viszony kialakítására.
McClellan szeptemberben visszatért parancsnoki tisztségébe, de Custernak csak a mindennapos törzstiszti teendőket kellett ellátnia mellette. Októberben Abraham Lincoln látogatása kicsit változatosabbá tette munkáját. Mikor az elnök 1862. november 7-én felmentette McClellant főparancsnoki posztjából és helyére Ambrose Burnside került, Custer Ohióba utazott parancsra várva. Mielőtt folytatta volna aktív szolgálatát, McClellan segítségét kérte az 1862-es jelentések elkészítésében. Novemberben, hálaadáskor egy fogadáson bemutatták Elizabeth Baconnek. Kölcsönösen megtetszettek egymásnak és ettől kezdve keresték egymás társaságát.
Mire Custer visszatért a Potomac hadsereghez Burnside már távozott és „harcos Joe” Hooker elvesztette a chancellorsville-i csatát. Így a teljes parancsnoki szerkezet megváltozott. A zűrzavar folytatódott, amíg Lincoln kinevezte George G. Meade vezérőrnagyot a Potomac hadsereg parancsnokának 1863. június 28-án.

#### 1863-ban
Lincoln 1863. június 28-án leváltotta Joseph Hookert és a Potomac hadsereg élére Meade-et nevezte ki, aki megörökölte lovassági főparancsnokát Alfred Pleasonton személyében. Emellett még három új parancsnokot nevezett ki, Elon Farnsworth és Wesley Merritt századosokat, valamint George Armstrong Custer főhadnagyot (aki tiszteletbeli százados volt). Pleasonton jóváhagyásával Custer a michigani dandár irányítását választotta. Az átszervezett egység első összecsapására a pennsylvaniai Hanover mellett került sor, ahol J.E.B. Stuart lovassága Farnsworth dandárjának hátvédjébe botlott. Hamarosan Farnsworth, Judson Kilpatrick és Custer is csatába keveredtek. Bár az ütközet döntetlenre végződött, Stuart értékes időt vesztegetett el mire Gettysburgbe ért. 1863. június 29-én a 23 éves Custert dandártábornokká léptették elő.
Pleasonton és Custer között rendkívül jó kapcsolat alakult ki.
Kilpatrick közvetlen beosztottját, Custert bízta meg a Hanoverbe vezető út védelmével a gettysburgi csata kezdetén. Július 2-án délben John McIntosh ezredes leváltotta Custert, aki ezt követően jelentkezett Kilpatricknál. Az utakkal kapcsolatos helyzetértékelés során Custer jelentette, hogy a konföderációs erők az erdőben, a nyílt tereppel ellentétes oldalon helyezkednek el. Custer visszavonulása során McIntosh megtámadta a lázadókat, mire Custer azonnal visszafordult, hogy részt vehessen a csatában. Custer itt újra Stuart egységeivel találta magát szemben és a csata ismét döntetlenre állt. Ekkor az alig 100 méternyire lévő déli erők ellen rohamot indított, ami az uniós erők oldalára fordította a csata kimenetelét.
1863 szeptemberének közepén George G. Meade általános előrenyomulásba kezdett. Szeptember 13-án Custer tábornok vezette a Culpepper Court House elleni hadműveleteket. Itt ismét Stuarttal nézett szembe. Az összecsapás során Custert megsebesítette egy repesz. Mikor októberben felépült, Meade Rappahannock folyóhoz való visszavonulásában segédkezett, miután Lincoln két hadtestet visszavont a nyugatra való átcsoportosításuk céljából.

#### 1864-ben

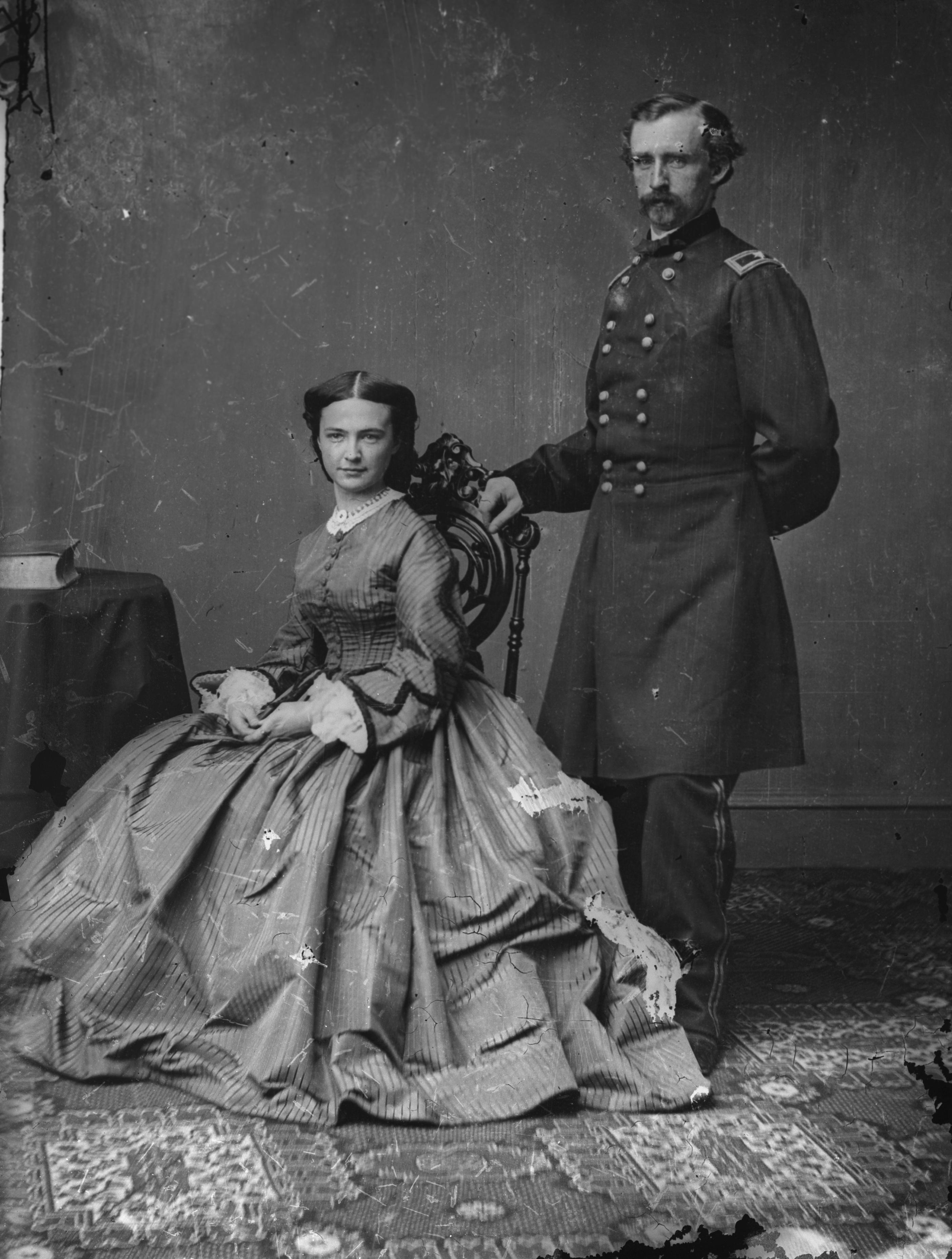
Custer és felesége Elizabeth Bacon

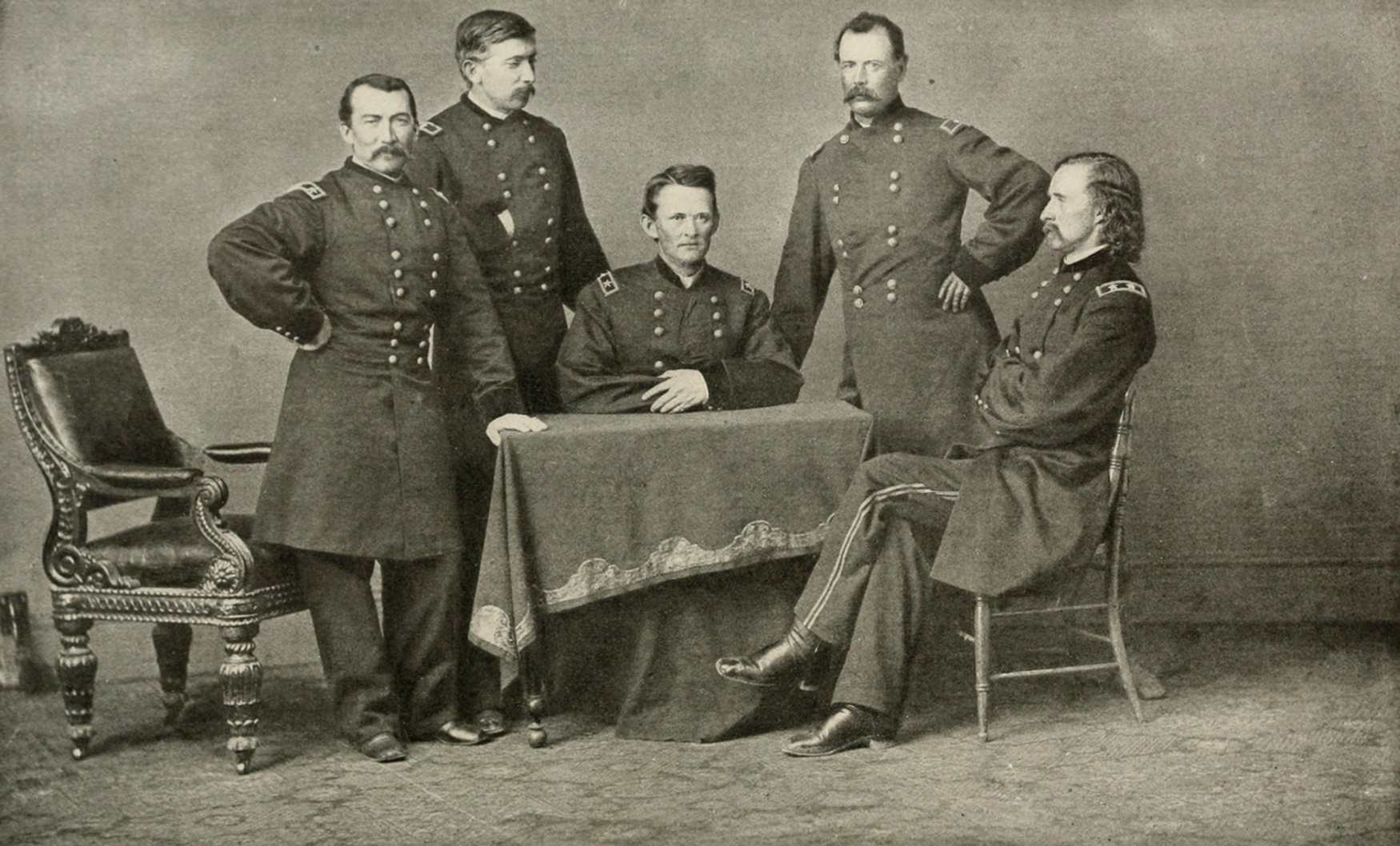
Custer az 1864-es tavaszi hadjárat elején

1864. február 9-én Custer összeházasodott Elizabeth „Libbie” Clift Baconnel a monroe-i presbiteriánus templomban. Ez nem volt egyszerű, mivel Libbie csak apja, Bacon bíró beleegyezésével akart megházasodni, a bíró azonban nehezen bocsátotta meg Custernak, hogy korábban csúnyán leittasodott és ennek sok szemtanúja volt. Innentől kezdve Custer nem fogyasztott alkoholt és mindent elkövetett, hogy hibáját helyrehozza. A harcok során kitűnt bátorságával és teljesítményével. 1863 szeptemberében már nemzeti hősként kérte meg Libbie kezét, aki ekkor igent mondott. Mikor Custer végre felvetette a házasság ötletét Libbie apjának, a bíró áldását adta a frigyre.
Mikor Ulysses S. Grantet kinevezték az Egyesült Államok hadserege vezénylő tábornokának rövid időn belül Philip Sheridannel váltotta fel Pleasontont. Sheridan főként a gyalogságnál szolgált, csak két hónapnyi lovassági tapasztalattal, amit a nyugati hadszíntéren szerzett. Grant szerette Sheridant tüzes, agresszív természete miatt. Ez a két dolog jellemezte Custert is, de úgy tűnt Granttal való kapcsolata nem volt felhőtlen. Mialatt Sheridan az 1864-es Overland hadjáratra készült, a lovasság parancsnoki szerkezete nagyot változott, de Custer a michigani dandár parancsnoka maradt. Grant Sheridant a George Meade-del való összeveszés után Jeb Stuart lovasságának legyőzésére vezényelték. Az összecsapásra 1864. május 11-én a virginiai Yellow Tavernnél került sor. Bár Sheridan több mint kétszer annyi katonával rendelkezett, de ennek ellenére sem tudta a déli védelmet megtörni. Custer egységének szárnytámadása sikereket ért el, és a roham visszaverése során Stuart halálosan megsebesült.
Mialatt a Potomac Hadsereg Lee elsáncolt Észak-Virginiai hadseregével állt harcban Cold Harbornál, Sheridan és Custer nyugati irányba vonult a virginiai központi vasút elpusztítása céljából. A Trevilian Station-i csata rendkívül kellemetlenül alakult Custer számára. A harcok során sok katonát vesztett és a déliek győzelme során személyes ingóságait is elvesztette. A vereség után Sheridan visszatért Grant hadseregéhez, de innen nyugat felé vonult, amikor Jubal Anderson Early elkezdte fenyegetni Marylandet, Pennsylvaniát és Washingtont a Shenandoah-völgyben található bázisáról.
Nathaniel P. Banks két évvel azelőtti helyzetével ellentétben Sheridan rendkívüli számbeli fölényben volt. Negyvenezer fős seregével Jubal Early tizenhétezer katonája állt szemben. Ennek ellenére Sheridan óvatos volt. A csatározások közben csapatait átirányította Winchesterből Harper's Ferrybe a következő másfél hónapban. Ekkor Lee tábornok R. H. Anderson vezérőrnagyot hívta segítségül a petersburgi ostromvonal megerősítéséhez és így Early serege 12 000 főre zsugorodott. Végül Opequon Creeknél a Harmadik winchesteri csata során Custer egységei (és Sheridan lovasságának többsége) megfutamították Early seregét.
Custer Winchesterből déli irányba indult és bevonult Front Royalba, ami a polgárháborús szolgálatának legvitathatóbb döntése volt. Itt hat embert gyilkoltak meg, a feltevések szerint azért, mivel nem sikerült információt nyerni a konföderációs John S. Mosby vezérőrnagy lovasságának hollétéről. Mikor ennek híre Mosby fülébe jutott, akkor ő azt feltételezte, hogy ennek hátterében Custer állt. Ettől fogva ezeket gyilkosságokat Custernek tulajdonították. Akár ő adta ki a parancsot, akár nem, a kivégzések végrehajtásánál jelen volt. Ezt követően a lázadók tőrbe csalták az egyik törzstisztet Dayton mellett. Ekkor Sheridan parancsot adott Custernak a nyolc kilométeres körzetben található lakóépületek elpusztítására. Daytonba bevonulva Custer farmházakat gyújtatott fel, amik többségében a háborút ellenző mennoniták tulajdonában voltak. Sheridan azonban visszavonta parancsát, mielőtt Custer felégettette volna a városközpontot.
1864. október 5-én Sheridan a gyalogságát észak felé irányította és megparancsolta az ekkor már hadosztályparancsnok Custernak, hogy gyújtassa fel a házakat, a pajtákat és ölesse le az háziállatokat. Sheridan, talán a Front Royal-i incidenst követő felháborodás hatására, az emberek életét megkímélte. Grant vetett véget a gyújtogatásoknak, de ekkor már 400 négyzetmérföld lángokban állt. 1864. október 19-én Jubal Early az uniós csapatok mögé került és sikerült Phil Sheridant meglepnie. Custert kevéssé érintette a csata, azonban a 4 órakor megindult rohamban részt vett. Ez a tél elhozta Custer és Jubal Early utolsó összecsapását. A waynesborói ütközetben Custer végső csapást mért Early seregére és így véget vetett a további harcoknak a Shenandoah-völgyben.

#### 1865-ben
Ezután az Észak-Virginiai Hadsereg következett. 1865. március 31-én Custer, Sheridan és Wesley Merritt megtámadta George Pickettet Dinwiddie Cour House-nál. Másnap Pickett ebédhez készülődött, mikor Sheridan lovassága G. K. Warren támogatása mellett lecsapott a déli csapatokra és 8000 hadifoglyot ejtett. Grant április 2-án általános előrenyomulást rendelt el, a szerinte túlságosan elnyújtott konföderációs arcvonal ellen és a Potomac hadsereg betört a virginiai Pamplin Parkba. Lee aznap éjjel visszavonult és Custer üldözőbe vette. Lee gyorsan nyugat felé vette az irányt és megpróbált csapataival az Appomatox folyó túlsó oldalán maradni, távol az uniós lovasságtól.
Mikor végül Lee átkelt az Appomatoxon, Custer ott termett és megpróbálta az átkelés ütemét lelassítani, hogy az uniós gyalogság beérje. Lee katonái éheztek és ellátmány híján voltak, így a déli tábornok kénytelen volt Lynchburgbe sürgönyözni utánpótlásért, amit Appomattoxba kért. Lee-nek nem volt tudomása arról, hogy Sheridan hozzájutott az üzenethez. Percekkel később Custer már úton volt, hogy megszerezze a segélyszállítmányt, mielőtt az Appomatoxba ér. Amikor Lee az appomattoxi bírósághoz ért, katonákat küldött az utánpótlás biztosítására. Itt Custerral találták magukat szemben, de rövid harc után visszavonultak.
Másnap Custer részt vett a gondosan kitervelt elterelő hadműveletben, melyben azt akarták elhitetni John B. Gordon hadtestparancsnokkal, hogy az uniós seregek gondban vannak. Gordon ennek megfelelően a Farmville-ből erőltetett menetben érkező Edward O. C. Orddal és csapatával találta magát szemben. Ord könnyedén visszaverte Gordont. George G. Meade és Andrew A. Humphreys vezérőrnagy északról szorongatta Lee seregeit, így elérkezett az Észak-Virginiai hadsereg számára a fegyverletétel ideje. Custer a fehér zászlókat észlelve James Longstreet felé lovagolt. Feltétel nélküli fegyverletételt követelt, azonban megsértette Longstreetet, aki végül Lee tábornokkal együtt Grant előtt tette le a fegyvert. Nem sokkal ezt követően véget ért a polgárháború.

### Harca az indiánokkal

#### Az amerikai polgárháború után

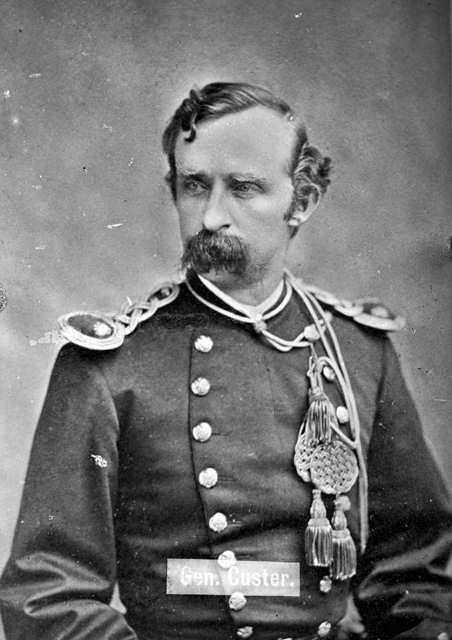
Custer alezredes 1876-ban

A háború után Philip Sheridan tábornok oldalán Texasba vezényelték, hogy ott a rendet helyreállítsa. Custer először örült a feladatnak. A louisianai Alexandriába érve egy önkéntes hadosztály irányításával bízták meg. Feladata a felszabadított rabszolgákkal való jó bánásmód felügyelete, a déli lázadók megbüntetése és saját csapatai visszafogása (a törvénytelenségek elkövetésétől) volt. A gyapotcsempészek többször meg akarták vesztegetni, ő azonban ellenállt a kísértésnek. Legnagyobb problémáját saját csapatai jelentették. Az új, fegyelemhez nem szokott csapatok nem akartak résztvenni Texas megszállásában, hanem haza akartak menni. Ennek a hangulatnak a jegyében lázadás tört ki a 2. Wisconsini Lovasezredben, mely során a katonák és néhány fiatal tiszt a parancsnokok ellen fordultak. A másik probléma az volt, hogy a katonák a civil lakosságot megtámadták és fosztogatni kezdtek. Custer büntetésként a fosztogatók haját leborotváltatta és 25 korbácsütést méretett rájuk. Emellett egyre nagyobb problémát jelentett a dezertálások száma is. Custer legalább egy dezertőrt agyonlövetett, ami jelentősen lecsökkentette a dezertálók számát.

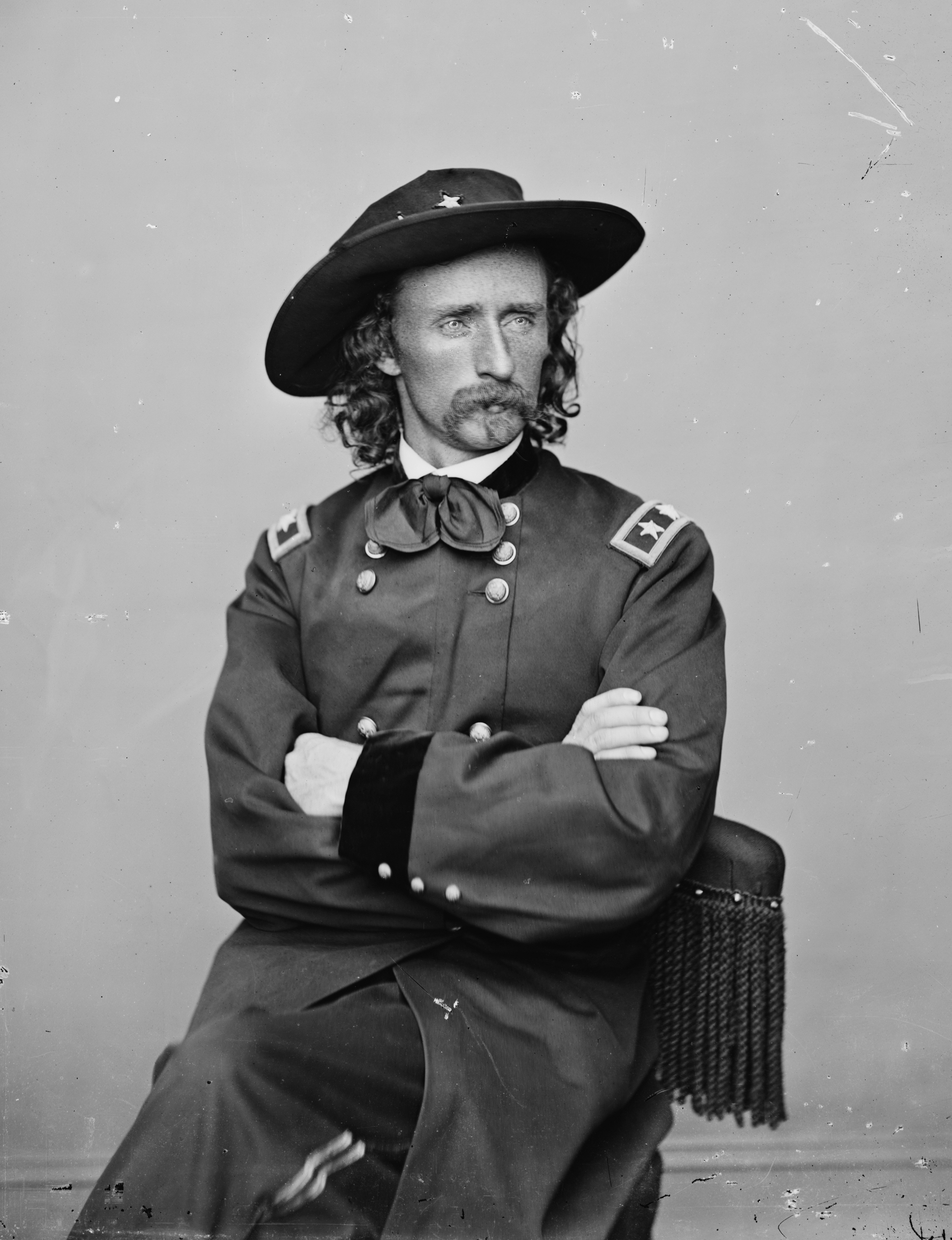
Custer 1865 körül

Katonái egy része nem szerette keménysége miatt. Az igazsághoz hozzátartozik, hogy a nyugati parti seregek morálja olyan alacsony volt, hogy a dezertőrök száma elérte a seregek állományának a 30%-át, az öngyilkosságot elkövetők aránya pedig 8% volt. A dezertálások nagyrészt a katonák alulmotiváltságának voltak betudhatóak. Custer a fegyelem megszilárdítását és az irigyelt elit egység létrehozását keménységgel próbálta elérni. Ennek következtében kapcsolata későbbi közvetlen helyettesével, a szintén polgárháborús hős Marcus Reno őrnaggyal meglehetősen rossz volt.
Bár Sheridan tábornok támogatta Custer tábornokká való végleges kinevezését, az nem valósult meg. Ebben szerepe volt politikai nézeteinek is. A radikális republikánusok támadták, mivel ugyan megváltoztatta a rabszolgasággal kapcsolatos nézeteit, de a fekete lakosság szavazati jogát ellenezte. Tény azonban, hogy a feketék elleni előítélet az északi államok lakosságának többségét is jellemezte. A fosztogatókkal és dezertőrökkel való bánásmódja miatt a radikális republikánus sajtó azonnal támadni kezdte a „hazájukért harcoló hősök megkorbácsolásáért és agyonlövetéséért, miközben a hazaárulókat előnyben részesíti”.
1866. január 31-én lejárt a tábornoki megbízatása, és századosi rendfokozatban szolgált tovább áprilisig. Szabadsága alatt a demokraták megkeresték és megcsillantották előtte a politikai pálya lehetőségét. Emellett a republikánusok is igényt tartottak volna szolgálataira.
Custer azonban ellenállt mindkét párt ajánlatának, mivel nem akarta feladni katonai pályáját. Nézetei alapján azonban részt vett a demokrata Andrew Johnson választási kampányában Ulysses S. Grant tábornokkal és David Farragut admirálissal együtt. A kampány teljes kudarcba fulladt, mivel az elnök siettette a korábbi konföderáció integrációját, ellenezte a fekete lakosság szavazati jogát és ennek következtében teljesen szembekerült a radikális republikánusokkal. Custer a látottak alapján elborzadt a politika világától és visszatért a katonai pályához

#### A 7. lovasezred kötelékében

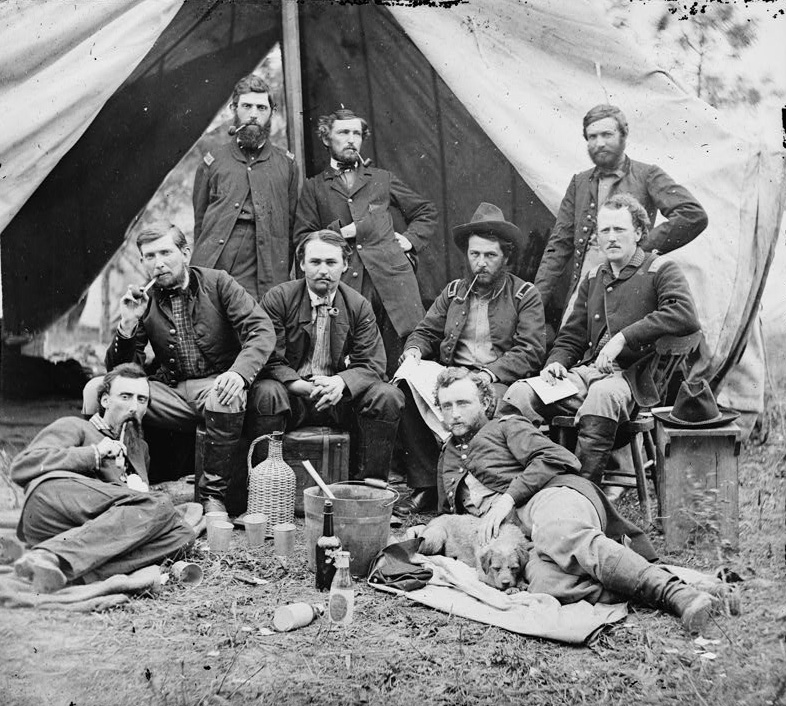
Custer (fekvő alak) a katonái között 1862-ben. Jellegzetes módon kutyát simogat, hasonlóan sok más frontvonal mögött róla készült képhez. Custer imádta a kutyákat, sátrában együtt aludt kutyáival.

1866. július 25-én a kongresszus 4 újabb lovasezredet állított fel az indiánok által veszélyeztetett területek védelmére. 1866. november 3-án Custer csatlakozott a Fort Rileyban állomásozó 7. lovasezredhez és haláláig ebben az alakulatban szolgált alezredesi rendfokozatban. Közvetlen parancsnoka Andrew Johnson Smith lett. 1867-ben első teendői egyike a katonazenekar megszervezése volt. Ennek során a Garry Owent választotta ezred indulójának.
A Mississippi folyó nyugati oldalán az indiánok egyre nagyobb problémát okoztak a nagyszámú betelepülőnek. Míg a liberálisabb keleti partiak egyfajta romantikával tekintettek az őslakosságra, addig a nyugatiak kihangsúlyozták a vadságukat és kegyetlenségüket. A fehérek válaszlépéseként az 1860-as és 70-es évek elhozták az indián háborúkat, melyek rövid összecsapások sorozatából álltak. A hadseregnek nem volt könnyű dolga: a kormánytól gyakran egymásnak ellentmondó utasításokat kapott, az ellátmány rossz minőségű volt és az utánpótlással együtt akadozott. Ez is az egyik fő oka volt a dezertálásoknak. A hadsereg parancsnokának, Sherman tábornoknak a hozzáállását az indiánok elleni kemény fellépés szándéka jellemezte. Sherman mindenképp revansot akart venni a Fetterman-incidensért, mely során az indiánok lemészárolták a katonáit. Az általa indított hadjáratot azonban semmi sem indokolta, mivel ebben az időszakban viszonylagos béke uralkodott a fehérek és az indiánok között.
1867 márciusában a 7. lovasezred Hancock tábornok vezetése alatt a kansasi Fort Larnedhez vonult, ahol 6 gyalogszázad csatlakozott hozzá. Összlétszámuk meghaladta az 1400 főt. Áprilisban Custerék a csejenn indiánok néhány vezetőjével tárgyaltak, azonban az indiánok támadástól tartva az éjszaka folyamán elmenekültek. A 7. lovasezrednek jutott a feladat, hogy felkutassa őket. Ennek során történt, hogy Custer meglátott egy bölényt és üldözőbe vette. Baleset következtében azonban lelőtte saját lovát és csakúgy, mint a saját felderítői, ő is eltévedt a síkságon. Csapataihoz való csatlakozása után Custer megtalálta a közelben található felégetett postakocsi-állomást. Hancock válaszul felégette az indiánok által hátrahagyott tábort. 1867. május 2-án Custer csapatai Fort Haysbe értek, ahol friss lovakat és ellátmányt akartak felvenni, azonban ezek hiánya miatt mozdulatlanságra voltak kárhoztatva. Időközben Hancock ultimátumot adott a kajova és arapaho főnököknek. Satanta kajova főnök ekkor békevágyáról tett tanúbizonyságot. Ennek ellenére a kajovák, az arapahók, a déli oglalák és a déli csejennek postakocsi állomásokat, vasúti szerelvényeket és vasútépítő munkásokat támadtak meg, a kansasi Fort Wallace-t pedig ostrom alá vették.
A fenti körülmények, a rossz ellátás és a tétlenség hatására Custer katonái kisebb csapatokban elkezdtek dezertálni. A 7. lovasezred 1866. október 1. és 1867. október 1. között 512 főt vesztett a dezertálások következtében. Az újoncok többsége még lovagolni sem tudott. További tényező volt, hogy sokan csak ingyenes kelet-nyugat utazásra használták a hadsereget és az aranymezőkön látták további boldogulásukat. Az áldatlan állapotok Custer moráljára is rendkívül negatív hatással voltak. Ekkor kérte feleségét, hogy csatlakozzon hozzá. Libbie jelenléte magához térítette. A kampány folytatása után Custer csapatai csak kisebb, őket folyamatosan támadó egységekkel találkoztak. Az időközben kitört kolerajárvány alatt hiába próbálta felvenni a kapcsolatot Libbie-vel. Ennek hatására elhagyta az egységét és Fort Rileyba távozott, hogy ott megbizonyosodjon róla, az asszony jól van.
Custert itt azonnal vád alá helyezték azzal, hogy engedély nélkül elhagyta szolgálati helyét és dezertőröket lövetett agyon hadbírósági eljárás nélkül. Az utóbbi vádpontot ellenségei közbenjárására adták hozzá az eljáráshoz. 1867. szeptember 15-én a hadbíróság mindkét vádpontban bűnösnek találta és egy évre felfüggesztették rendfokozatát és szolgálati illetményét.

#### A washitai csata

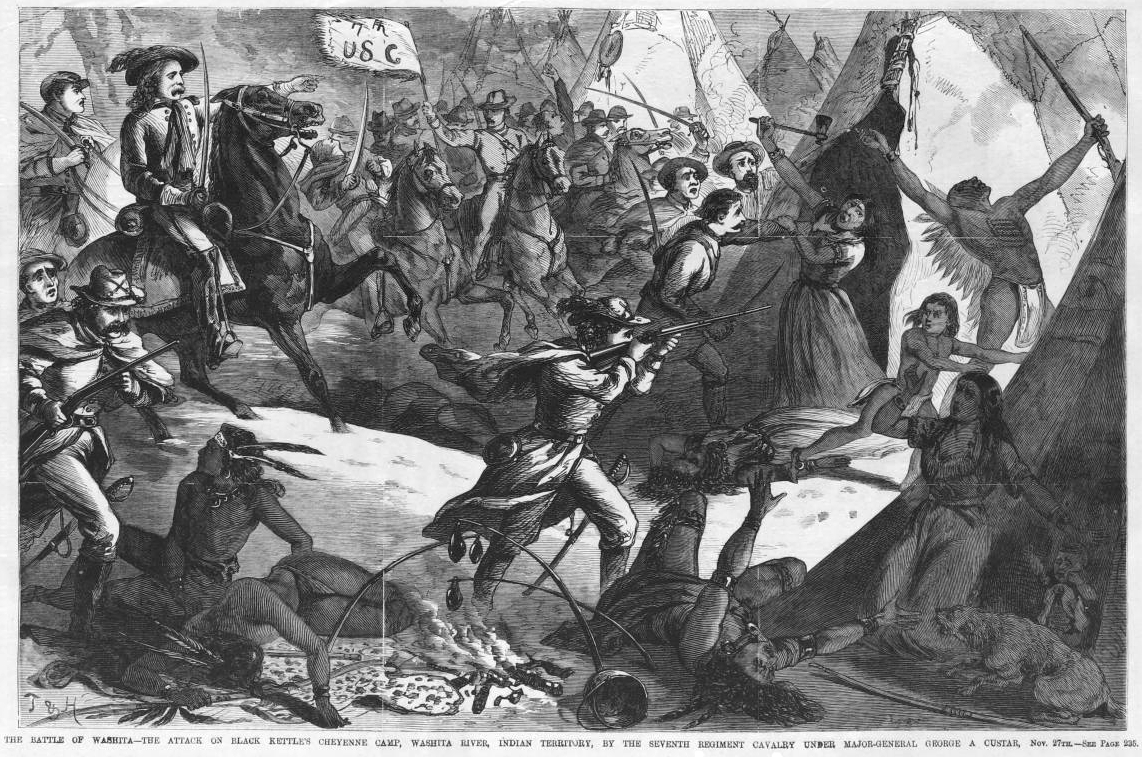
A washitai csata. Illusztráció a korabeli sajtóból (1868)

1868. szeptember 24-én Custert soron kívül visszahelyezték a szolgálati kötelékbe és Bluff Creek-nél csatlakozott az egységéhez. Itt az indiánok támadást intéztek ellenük. Custer a megfutamodó indiánok üldözésébe fogott, azonban felkutatásuk sikertelensége miatt visszatért Bluff Creekbe. Ezt követően Philip Sheridan tábornokkal közös téli hadjáratot terveztek, ismervén az indiánok sebezhetőségét és helyhez kötöttségét a téli hónapok alatt. 
A terv alapján a csapatokat három részre osztották. Andrew W. Evans ezredes a 3. lovasezred 6 egységével és a 37. gyalogezreddel a Dél-kanadai folyó mentén haladt. A második oszlop az 5. lovasezred 7 egységével Eugene A. Carr őrnagy parancsnoksága alatt, a coloradoi Fort Lyon-tól délkeleti irányban csatlakozott William H. Penrose százados 5 lovas egységéhez. Együttesen felderítéseket végeztek az Antilop hegynél a Kanadai folyó északi ága mentén. A harmadik oszlop Sully tábornok és Custer parancsnoksága alatt Fort Dodge-ból indult útnak. Ennek az oszlopnak az élére Custer és a 7. lovasezred került. A csapat, mely a 7. lovasezred 11 egységéből és a 3. gyalogezred 5 századából állt, déli irányba indult, hogy felvegye a harcot az indiánokkal. Az erős hóviharban eljutottak a Washita folyó melletti csejenn táborhoz, melynek vezetője Fekete Üst volt. 
A tábort indián felderítők segítségével találták meg 1868. november 26-án, éjfél körül. A rossz látási viszonyok miatt csak azt észlelték, hogy egy nagyobb indián településre akadtak. Custer a csapatait négy kisebb egységre osztotta, melyek különböző irányból támadtak volna napfelkeltekor. Ez rendkívüli vakmerőség volt, mivel Custernak fogalma sem volt a tábor pontos hollétéről, illetve az indiánok számáról. Sheridan és Sherman Custerral kapcsolatos terve bevált. Olyan bizonyítási vágy volt Custerban, hogy meghalt volna, csak hogy a jó hírnevét helyreállítsa. Az itt 1868. november 27-én bekövetkező ütközet neve hivatalosan washitai csataként maradt az utókorra, egyes vélemények szerint a washitai mészárlás kifejezés illene rá.
A napfeltekor bekövetkező támadáskor Custernak elsőre sikerült ellenőrzése alá vonnia a tábort. Egyenlőtlen harc kezdődött a meglepett indiánok és az évek óta harcolni vágyó katonák között, akik mindenre lőttek, ami mozgott. A harcban részt vettek nők és 10 év körüli gyerekek is, akik az ütközet során életüket vesztették. Tény, hogy az indián háborúk során sok indián asszony és tizenéves gyerek ugyanolyan keményen harcolt, mint a férfiak. George Grinnell indiánoktól szerzett információja szerint a nők és gyermekek döntő többségét menekülés közben mészárolták le. Egy órán belül az indiánok ellenállása gyakorlatilag megtört.
A csatában részt vevő személyek és az áldozatok számát tekintve rendkívül ellentmondó adatok kerültek napvilágra. Ezek közül több beszámoló, többek között Custer jelentései is 100 feletti indián áldozatot említenek meg. Ezzel gyakorlatilag megegyezik Stephen E. Ambrose amerikai történész véleménye is. Az ütközet során Custer 1 főt vesztett, 13 fő pedig megsebesült.
A csata helyszínén körülbelül 900 indián lovat találtak. A sátrak átvizsgálása során bizonyságot nyertek arra vonatkozóan, hogy az indiánok valóban részt vettek kansasi rablóportyákon. A csejennek a támadás pillanatában kivégezték a fogságukban tartott két fehér személyt. Jelenlétükről Custernak nem volt előzetes tudomása. Csapatai 53 nőt és gyermeket ejtettek foglyul. A csatározás során Custer tudtán kívül Joel Elliot őrnagy egy kisebb egységgel a menekülő indiánok üldözésére indult felderítők kiküldésének mellőzésével. Gyakori tévhit, hogy Elliot az üldözést Custer engedélyével hajtotta végre. Ennek következménye az lett, hogy a katonái egy a közelben lévő, déli síksági indián táborba lovagoltak be. Custer időközben megtudta, hogy a békés Fekete Üst táborán ütöttek rajta és egy hatalmas indián táborhalmaz szélén vannak. Az információszerzés során az elsők között áldozatul eső Fekete Üst nővére megpróbálta Custert (a tudtán kívül) egy 17 éves indián lánnyal összeházasítani. Ezt megakadályozandó, Custer gyorsan elhagyta a sátrat. A lányt Monászetának hívták. Gyermekét, melyet januárban szült, gyakran és tévesen Custer gyermekének tartják. A déli órákban egyre nagyobb számban érkeztek harcosok a többi, Custer támadásától nem érintett indián táborból és lőni kezdtek Custer egységeire.
A katonák válaszul gyorsan védekező pozíciót vettek fel és Custer a visszavonulás mellett döntött. Hancock példáját követve felégette a tábort és megsemmisítette az itt található húst, bölénybőrt és egyéb felszerelési tárgyakat. Az indián lovak féltek a fehér embertől és nem lehetett őket engedelmességre bírni. Mivel a lovak lelassították volna a visszavonulást és elterelésük az indiánok még erőteljesebb üldözését vonta volna maga után, Custer nehéz szívvel agyonlövette a lovakat. A foglyul ejtett indiánok ezt megelőzően választhattak maguknak a lovakból. Custer az utánpótlásának megvédése céljából úgy tért vissza szolgálati helyére, hogy meg sem próbálta Elliotékat felkutatni. Sorsuk két héten keresztül kétséges volt, amikor végül megtalálták a maradványaikat. 
A washitai csata rögtön vitákat váltott ki. A katonai vezetők Sheridannel az élen üdvözölték Custer sikerét. A keleti humanitáriánusok azonban azzal támadták, hogy Fekete Üst a béke híve, ami feltétlenül igaz volt. Az is tény azonban, hogy az indián táborban bújtak meg a kansasi rablásokban résztvevő, zömében fiatal harcosok. A törzsfőnökök emellett nem rendelkeztek abszolút hatalommal, így ezen harcosoknak a fehérek részére való kiadását sem tudták volna parancsba adni. Ezáltal a tárgyalásos megoldás kizárását sokan jogosnak tartották. A felderítés elmaradását azzal magyarázták, hogy az indiánok megint elmenekültek volna, mint oly sokszor ezt megelőzően. A 7. lovasezred tisztjei szintén megosztottak voltak Custer megítélését illetően. Többen kifogásolták Elliot és 19 katonájának magára hagyását. Az is kérdéses volt, hogy az indiánok száma indokolttá tette-e a visszavonulását. A fehér felderítők és tisztek gyakran túlbecsülték az indián erők nagyságát. A tábor felégetésénél és a lovak lelövetésénél Custer kétségkívül Sheridan parancsainak megfelelően járt el. Fekete Üst táborának felégetése és „eltávolítása” jellemző példája volt a „haladás” útjában lévő indiánokkal szemben alkalmazott amerikai politikának. Denver városában is voltak bűnözők, azt mégsem égettették fel katonákkal. Emellett azonban az is túlzás, hogy az indiánokat az amerikai kormányzat kimondottan ki akarta volna irtani. Custert mindenesetre nem büntették meg a felettesei.

#### A Little Bighorn-i csatához vezető út
A téli hadjárat következtében a csejennek és az ugyancsak legyőzött komancsok visszahúzódtak az indián ügynökségek, rezervátumok területére. 1871 szeptemberében a 7. lovasezredet századokra bontva szétosztották hét déli állam területén. Feladatuk a szeszfőzdék adóbefizetésének ellenőrzése, valamint a Ku-Klux-Klan tevékenységének visszaszorítása volt. Custert áthelyezték a Kentucky állam területén található Elizabethtownba, ahol a hadsereg lóvásárlásait felügyelte. 1873 februárjában újra egyesítették és északra küldték a 7. lovasezredet. Állomáshelyük a dakota területen fekvő Fort Rice lett, ahol a telepeseket és a Northern Pacific Vasúttársaság alkalmazottait, akik a Yellowstone folyót átszelő vasútvonalat ellenőrizték, védelmezték a sziú támadásoktól. 1873 márciusában az ezred a Tennessee állambeli Memphisben gyülekezett. Némi kitérő után Yanktonba irányították őket, ahonnan egy 300 mérföldes menetelés után 1873. június 10-én ismét eljutottak Fort Rice-ba. Az időközben kiépült vasútvonal megkönnyítette az aranyásók és a bevándorlók beáramlását a sziú területekre, ami a feszültségek növekedésével járt.
1873. június 20-án megkezdték egy, a Black Hillsbe irányítandó különítmény felállítását, mely 1451 főből és 79 tisztből állt. Feladatuk a vasútépítők védelme volt. Állomáshelyük a Yellowstone területén létesített Fort Abraham Lincoln lett. 1873-tól 1876-ig Custer itt állomásozott a 7. lovasezreddel. 1874-ben engedélyezték, hogy egy 1 200 fős különítményt vezessen a lakota sziúk ellen Black Hillsbe, melynek birtokviszonyát az Egyesült Államok az azt megelőző hat évben garantálta az indiánoknak. Mikor Custer jelentette, hogy aranyat talált, a kormány meg akarta vásárolni a területet a sziúktól, akik ezt elutasították. A kormány és a hadsereg támogatásával azonban ezerszámra érkeztek az aranyásók. Ennek következtében a sziúk nagy számban hagyták el a rezervátumot és csatlakoztak az Ülő Bika és Őrült Ló vezetése alatt álló sziú csapatokhoz, akik ellenálltak a fehér kormány fennhatóságának.
1875 és 1876 körül az indián háborúk elérték a csúcspontjukat. Minden indiánnak rezervátumba kellett vonulnia. Aki ennek ellenszegült, ellenségesnek minősült. 1875-ben az ezred feladata a vasúti munkálatokat ellenőrző csapat tagjainak kísérete volt a Yellowstone völgybe. Ennek során a különítmény egyre gyakrabban került kapcsolatba a portyázó indiánokkal, bár komolyabb harcokra nem került sor az 1876. május 17-én indított végzetes expedícióig. Az indiánokkal foglalkozó ügynökségek az esetek többségében visszaéléseket követtek el az őslakosokkal szemben. Ez ellen még Custer is szót emelt, és mint tehetséges író, cikkeket írt az indiánok hányattatott sorsáról.
Custer ügyelt arra, hogy neve mindig szóba kerüljön. 1876 márciusában Washingtonba utazott, hogy tanúskodjon a hadügyminiszter ellen az Indiánügyi Osztályt érintő korrupciós eljárás során. 1876. május 2-án Grant elnök, megtorlásként a Belknap hadügyminiszter elleni tanúvallomás miatt, felmentette Custert a katonai szolgálat alól. Az eljárás kellemetlenül érintette Grantot, mivel testvére, Orville is belekeveredett az ügybe. 1876. május 6-án Grant a közfelháborodás hatására azonban kénytelen volt ezen döntését visszavonni. Custer ezt követően visszatért a nyugati területekre, ahol végül a Little Bighorn-i csatában utolérte a végzete.
Az Alfred H. Terry tábornok parancsnoksága alatt álló erők feladata volt a sziúk és csejennek felkutatása és rezervátumba kényszerítése. 1876. május 17-én a 7. lovasezred elhagyta a Fort Lincolnt Custerrel és indián felderítőkkel az élen. A csapat 1200 főből, 1700 lóból és öszvérből állt.

### Halála és a Little Bighorn-i csata

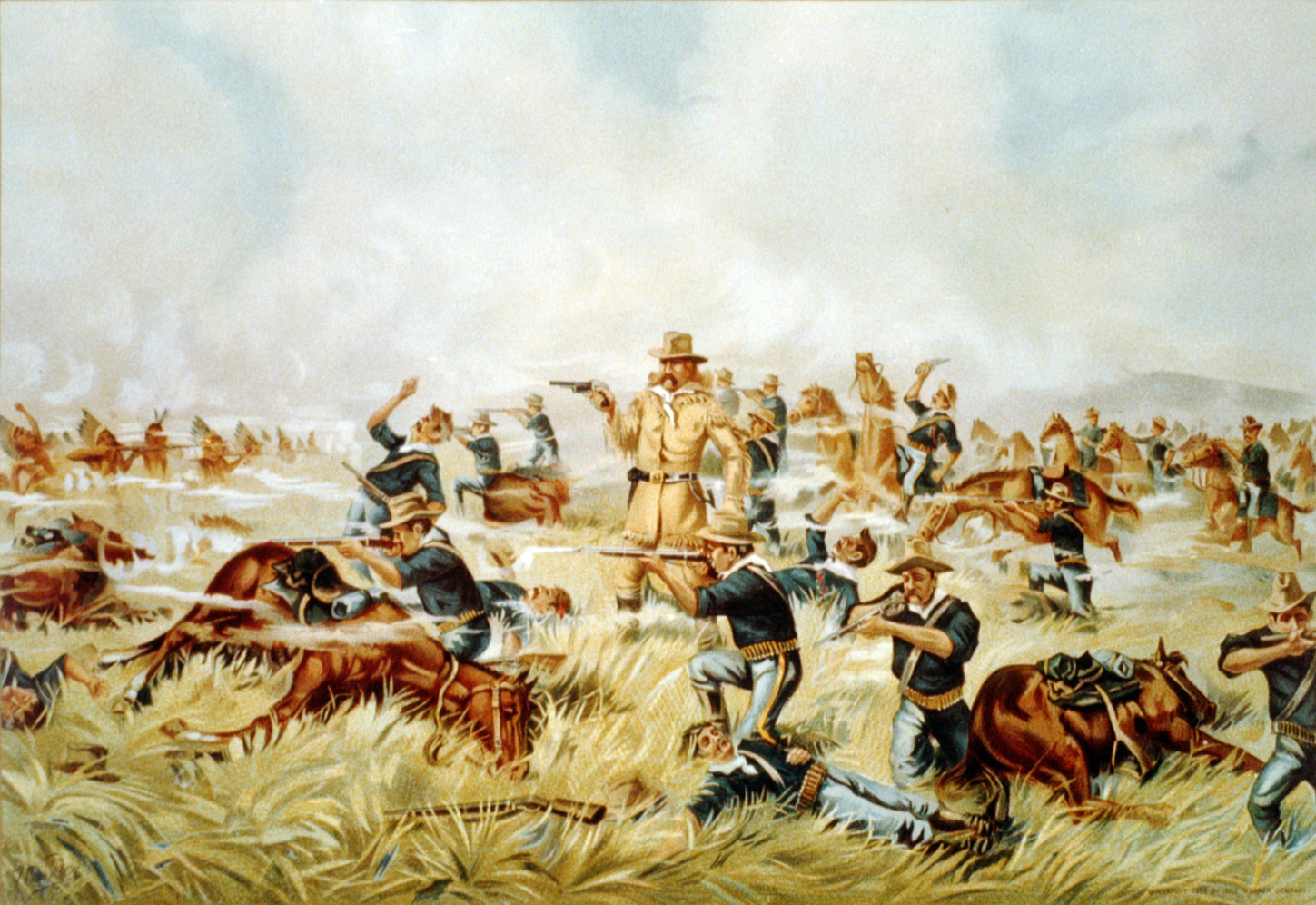
A Little Bighorn-i csata

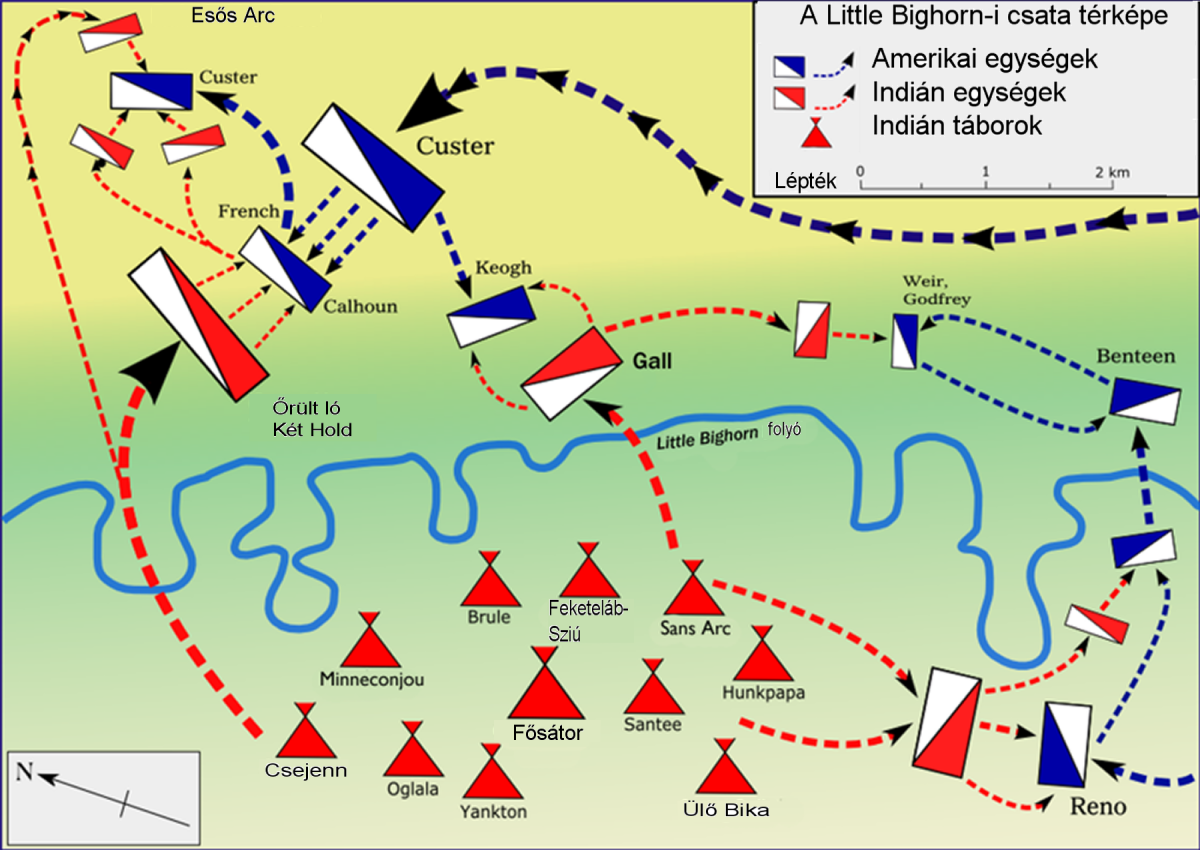
A Little Bighorn-i csata térképe

A Little Bighorn-i csata két kultúra összecsapásának a csúcspontját jelentette az 1870-es években az Egyesült Államok nyugati területein, a bennszülött indiánokét és a főleg Európából érkezett telepesekét. 1876 tavaszán John Gibbon és George Crook tábornokok hadjáratot terveztek a lakota sziúk ellen. Custer ezt kis híján elmulasztotta washingtoni látogatása és az ezt követő események miatt. De az időjárásnak köszönhetően a hadjáratot elhalasztották és így Custer még időben eljutott az Abraham Lincoln erődbe, hogy a különítmény egy részének irányítását átvegye.
Az eredeti terv szerint három részből állt volna a seregük, Crook, Gibbon és Custer irányítása alatt. Feladatuk az lett volna, hogy a csejenn és lakota sziú lakosság nagy részét bekerítsék és megsemmisítő vereséget mérjenek rájuk. Custer azonban a paranccsal ellentétben gyorsabban nyomult előre, mint kellett volna és 1876. június 25-én egy, az általa indián falunak hitt terület közelébe ért. Gibbon gyalogsága jóval lemaradt mögötte. Custer nem tudta, hogy Őrült Ló és harcosai visszafordulásra bírták Crook tábornokot Rosebud Creeknél. Ennek ellenére, mivel Custer biztosra vette, hogy dicsőséges győzelmet arat, azonnali támadást rendelt el az indián tábor ellen. Emellett jelentős szerepe volt a gyors támadásban, hogy minden jel szerint az Egyesült Államok elnöki címére pályázott, a demokratákkal való tárgyalások után. Az idő pedig sürgette.
Custer pontosan azt tette, amire az indiánok (akik felderítőik révén ismerték Custer erőinek nagyságát és pozícióját) számítottak. Végzetes hibát követett el azzal, hogy alábecsülte az indiánok képességeit. Háromfelé osztotta csapatát, melyet rajta kívül Marcus Reno őrnagy és Frederick Benteen százados vezetett. Benteen egységei a balszárnyon, Reno erői középen, a Custer vezette egységek (egy lőszerszállító egységgel együtt) pedig a jobbszárnyon helyezkedtek el. Ettől a taktikától azt remélte, hogy kevesebb indián tud majd a csata során elmenekülni. Csapataival egy nemrég elhagyott táborra talált, mely azt a benyomást keltette benne, hogy az indiánok menekülnek előle. Az ekkor kiküldött felületes felderítő megerősítette ebben a hitében. A jelenlegi, új tábort nem láthatta a terepviszonyoknak és saját pozíciójának köszönhetően. Benteent ekkor déli irányba irányította. Ezt követően segédtisztjén keresztül elrendelte Renónak a támadás megkezdését. Custer közben északi irányba vonult csapataival, hogy az indiánok feltételezett menekülési útvonalát elvágja. Mikor Reno megpillantotta a sátrakat támadás helyett távolról, eredménytelenül lövette a tábort. Kritikus pillanat következett. Őrült Ló csak nagy nehézségek árán tudta visszatartani harcosait.
Reno akciójával egyidőben Custer megpillantotta a tábor egy részét. Rájött, hogy korábbi feltételezése hibás volt és futárt küldött Benteen egységeihez. Custer felbukkanó egységeit megpillantva Őrült Lóban felötlött, hogy Custer erőit oldalba támadja. Ehhez csak Reno egységeit kellett kikapcsolnia a harcokból. A Reno vezette egység azonban nem támadott, mivel túlságosan kimerült volt a többnapos erőltetett menettől. Egy fő elvesztése után pedig Reno visszavonulást rendelt el. Eközben indián felderítőjét, Véres Kést végzetes találat érte. Az ezt követő, hegyfokra történő visszavonulásból azonban pánikszerű menekülés lett jelentős számú fehér áldozattal. Közben Custer északi irányban nyomult előre csapataival. Őrült Ló pedig rohamtempóban próbált a Custeren túljutni, hogy oldalba és hátba tudja támadni. Custer további előrenyomulását azonban mintegy 1500 hunkpapa indián állította meg Epe vezetésével. Az indiánok kemény támadást indítottak ellenük. Custer rájött, hogy a túlélés egyetlen módja a hegyfok csúcsára való feljutás, védelmi állások kiépítése és annak tartása az erősítés megérkeztéig. Gibbon erősítést jelentő csapatait másnapra várták. A hegyfokra felhúzódva azonban szembetalálták magukat Őrült Ló csapataival. Az ekkor már kevesebb mint 225 katonának nem volt esélye a többszörös túlerő ellen.
A Little Bighorn-i csata az Egyesült Államok Hadseregének egyik legnagyobb veresége lett. Becslések szerint a 2000-5000 fő lakota sziú, csejenn és arapaho harcos nekiszorította a Custer vezette egységet a Little Bighornnal párhuzamos hosszú, poros hegyhátnak. Itt az indiánok körbevették őket és a csata során, mely körülbelül 20 percig tartott, az összes katonát megölték, Tom és Boston Custert, Autie Reedet is beleértve. Az elesett amerikai katonák száma összesen a többi egységet is beleértve hivatalosan 268 fő volt.
A csatát követően az indiánok levetkőztették a holttesteket és az összes egyenruhás katonát megcsonkították, mivel hitük szerint a megcsonkítottak lelke a földön ragad az örökkévalóságig. Bár Custert is levetkőztették, nem csonkították meg. Egyesek szerint azért nem skalpolták meg, mivel a csatára rövidre vágatta a haját és így nem volt elég haja trófeának. A kék egyenruha helyett szarvasbőr öltözéket viselt és az indiánok egy része azt hitte, hogy nem is volt katona. Sárga Ló elismerően nyilatkozott Custer csata során tanúsított magatartásáról. Ülő Bika beszámolója szerint Custer felszabadultan nevetett, mielőtt elesett, és az utolsó töltényig harcolt.
A csata rövid elemzésekor Custer a következő hibákat vétette:
- Visszautasította Terry 4 egységnyi katonáját a főcsapattól való elválás előtt. A felajánlott erősítéssel Reno valószínűleg sikeres támadást hajthatott volna végre.
- Alábecsülte az indiánok harci értékét és felosztotta erőit. Így egy legalább 2500 fős indiánsereggel kellett szembenézzen 225 katonájával.
- Túl sokat várt el katonáitól és korán támadott. Az indiánok is elismerték, hogy mind a lovak, mind a katonák lába remegett a kimerültségtől. Emellett a csata idején forróság volt.
- Nem ismerte ellenfelei erejét és pozícióját. Emellett elvesztette a meglepetés előnyét, mivel az indiánok többet tudtak róla, mint ő az indiánokról.
- Nem sikerült elérnie a hegyhát csúcsát. Itt azonban kiemelhetjük Őrült Ló zsenialitását. A siker nem jöhetett volna létre nélküle. Jó időzítése, a fehérektől ellesett taktika és a fiatal, fegyelmezetlen harcosok sikeres megfegyelmezése a meglepetés erejével hatott.[53]

Custert a csatatéren temették el 1876. június 28-án. 1877 júliusában holttestét kihantolták és a West Point-i katonai akadémia melletti temetőben helyezték végső nyugalomra.

### Halálának következményei

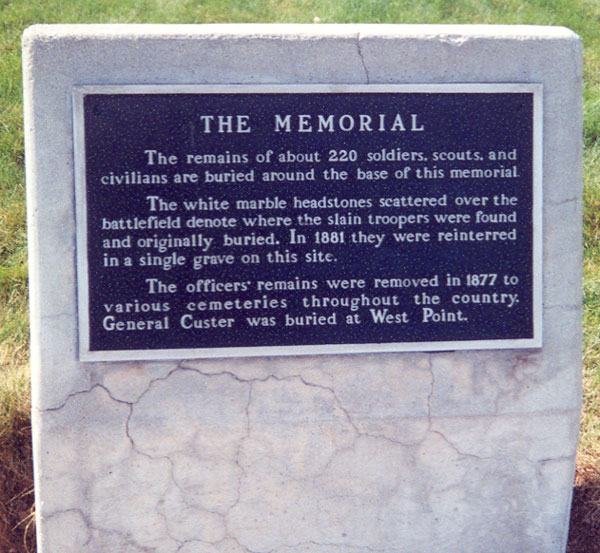
Fejfa alakú emléktábla a Little Bighorn-i csata helyszínén

A Little Bighorn-i csata volt az indián ellenállás csúcspontja, azonban a lakota, csejenn és arapaho szövetség hamarosan összeomlott a fehérek támadása alatt. A Egyesült Államok százéves fennállásának előestéjén jutott el a hír a keleti partra az amerikai polgárháború hősének elestéről, mely felbőszítette az amerikaiakat és ez kemény megtorlást vont maga után. Egy éven belül a sziú népet legyőzték. Custerral együtt az ő ellenállásuknak is bevégeztetett.
Reno őrnagyot a hadbíróság nem ítélte el a csata során tanúsított magatartásáért, azonban 1880-ban leszerelték az amerikai hadseregből, tiszthez nem illő magatartásért. Ennek oka az volt, hogy a csata után inni kezdett. Élete végéig Little Bighorn hatása alatt maradt. Megkeseredett emberként hunyt el.
A Little Bighorn-i csatateret, mely azt megelőzően Custer csatatér néven volt ismeretes, 1946-ban nemzeti emlékművé nyilvánították. Custerről megyét, várost és állami parkot neveztek el az Egyesült Államok számos államában. A Dél-Dakotában található Custer Állami Park esetében az indiánok a mai napig küzdenek a névváltoztatás érdekében, eddig sikertelenül.

## Beosztásai és rendfokozatai
1861. június 24. A West Point elvégzése után a régi 2. majd az 5. lovasezrednél szolgált hadnagyi rendfokozatban.

1862. július 17. Az 5. lovasezred főhadnagya.

1862. június 5. Százados és szárnysegéd (1863. március 31-ig).

1863. június 28. és július 15. között, 1863. augusztus 4. és november 25. között, valamint 1863. december 20. és 1864. január 7. között a 2. dandár parancsnoka volt (3. hadosztály, lovassági alakulat, Potomac Hadsereg).

1863. június 29. Dandártábornokká léptették elő.

1863. július 15. és augusztus 4. között átmenetileg hadosztályparancsnok volt.

1863. november 25. és december 20. között átmenetileg hadosztályparancsnok volt.

1864. augusztus 6. és március 25. között az 1. dandár parancsnoka volt (1. hadosztály, lovassági alakulat, Potomac Hadsereg).

1864. augusztus 6. és szeptember 26. között a Shenandoah Hadseregben szolgált.

1864. szeptember 26. és 30. között átmenetileg a 2. lovassági hadosztály parancsnoka volt (Nyugat-Virginiai Hadsereg és Shenandoah Hadsereg).

1864. szeptember 30. és 1865. január 5. között, valamint 1865. január 30. és március 25. között a 3. hadosztály parancsnoka volt (lovassági alakulat, Shenandoah Hadsereg).

1865. március 25. és május 22. között Potomac Hadseregben szolgált.

1865. április 15. Vezérőrnaggyá léptették elő.
A polgárháború után tábornoki kinevezése megszűnt. Pályafutását századosként folytatta.
1866. november 3. Custer jelentkezett a 7. lovasezrednél, ahol haláláig alezredesi rendfokozatban szolgált.

## Megítélése és mítosza

### Custer a köztudatban
Custer megítélése ma rendkívül vitatott. Egyesek a bátor hőst, a hadvezért és a hazafit, mások a vakmerő dicsőséghajhászt és az indiánok mészárosát látják benne. Korabeli megítélése alapjában véve pozitív volt, bár egyes kívülállók és katonatársai egy része sem kedvelte keménysége, szigora és (nem ritkán) felelőtlen, dicsőséghajhász viselkedése miatt. Özvegye mindent megtett, hogy megvédje és fenntartsa jóhírét. Beszámolóiban katonai zseniként, a művészetek pártfogójaként és kezdő államférfiként írt róla. Kijelenthető, hogy Custer a korabeli amerikai álláspontot képviselte az indiánokkal szemben. Ezt alátámasztják a Little Bighorn-i csatáról készített festmények és írások, melyek vérszomjas vademberként ábrázolták az indiánokat. Halála után több mint ötven évig nagyszerű hazafinak és mártírnak tartották. Az ezt követő időszak óta azonban megítélése vegyes érzelmeket vált ki. Kétségtelen, hogy bátor katona volt és elévülhetetlen érdemeket szerzett az amerikai polgárháború során, ugyanakkor sokszor rendkívül felelőtlen volt. Kritikusai szerint baklövései okozták a halálát, védelmezői szerint azonban csak a korában szokásos katonai taktikát követte. A feltételezések szerint az indiánok tiszteletből nem csonkították meg a holttestét, de sok indián alig tudta, hogy ki is volt Custer valójában. Valószínűleg rejtély marad, hogy miért hagyták a testét érintetlenül.
300 könyv, 45 film és 1000 festmény készült Custerről. Várost, megyét, autópályát, erdőt és iskolát neveztek el róla. A személyéről kialakult képet sokszor manipulálták. Jó példa erre az Errol Flynnel a címszerepben készült „Az utolsó emberig” („They Died with Their Boots On”) című film, melyben Custer hősiességét, bátorságát emelik ki. (Igaz, ez a film a katonák morálját volt hivatott emelni a második világháborúban.) A másik jelentős alkotás a Dustin Hoffman főszereplésével készült „Kis nagy ember” („Little Big Man”) című film, amiben őrjöngő mániákusnak állították be. Ez utóbbi készítésén nyomot hagyott a vietnámi háború népszerűtlensége és a háborúellenesség.
Custer mai megítélésében jelentős szerepet játszik az indiánok szerepének reálisabb értékelése is, miszerint ők az örökségükért és szabadságukért küzdöttek. Erre jó példa a „Custer csatatér” átkeresztelése „Little Bighorn-i csatatérre”, valamint az, hogy az emlékmű vezetőségét is lecserélték indián származású személyekre. Az indiánok ellen elkövetett vérengzése miatt a Washita folyónál, valamint az irántuk érzett gyűlölete miatt a későbbiekben Custer egyre inkább a viták kereszttüzébe került.
Egy minden bizonnyal kijelenthető, a Little Bighorn-i csata és résztvevői mély nyomot hagytak az amerikaiak emlékezetében.

### Stephen Ambrose amerikai történész Custerról
Stephen Ambrose amerikai történésztől a következőket tudhatjuk meg róla: Custer nem fogyasztott alkoholt, szerette a lovakat, a lovaglást és a harc az életeleme volt. Szeretett vadászni. Bátor, sokszor vakmerő viselkedés jellemezte, emellett született katonai vezető volt. Az első volt a támadáskor, a rohamok során és az utolsó, mikor visszavonulásról volt szó. Boldog gyermekkora volt. Karrierje csúcsán megaláztatás és büntetés érte, mivel (a szabályok megszegésével) a szeretett nővel kívánt több időt tölteni. Ezt követően rövid időn belül visszavette a korábbi vezető szerepét. Ezek jellemezték többek között ellenfelét, Őrült Lovat is. Custer hihetetlenül jó erőnlétben volt és szinte soha nem volt beteg. Vakmerősége nem párosult halálvággyal. Politikai nézetei mellett szilárdan kitartott. Öltözködése a polgárháború során rendkivül slampos, különc volt. A táborban nem tagadta meg kiváltságait és előjogait, de hadjárat közben gyakran 3-4 napon keresztül gyakorlatilag semmit nem evett, nem aludt. Kora felfogása szerint a legvéresebb csata győztese volt a legnagyobb hős. Ennél fogva nem törődtek vele, hogy hány embert veszítenek majd a csatában. Kétségtelen, hogy sokszor Custer produkálta a legnagyobb veszteséglistákat. Emellett ő volt az egyik legromantikusabb polgárháborús alak, mint azt 1862 elején is bizonyította katonái temetésekor.

## Főbb csatái vázlatosan
| Dátum               | A csata neve                | Háború                | A csaták rövid leírása |
| ------------------- | --------------------------- | --------------------- | --- |
| 1863. június 30.    | Hanoveri ütközet            | amerikai polgárháború | Jeb Stuart déli tábornok a gettysburgi hadjáratban az északi erőket megkerülve vezetett portyát a fővárostól északra. Három dandárja Hanover városánál váratlanul Hugh Judson Kilpatrick lovashadosztályába ütközött. Ennek egyik dandárját Custer vezette aki Elon J. Farnsworth másik dandárjával karöltve visszaverte Stuart improvizált támadását. Stuart további kitérőre kényszerült és nem tudott odaérni a Gettysburgi csata kezdetére. |
| 1863. július 1-3.   | Gettysburgi csata           | amerikai polgárháború | Robert E. Lee déli tábornok sikertelenül rohamozta az északi George G. Meade tábornok csapatait. Az amerikai történelem legvéresebb 3 napja volt. Custer július 3-án részt vett Stuart támadó lovasságának megállításában a később East Cavalry Field (Keleti Lovasmező) névere keresztelt helyen. |
| 1864. május 11.     | Yellow Tavern-i ütközet     | amerikai polgárháború | A déli lovasság parancsnoka, J. E. B. Stuart vezérőrnagy halálosan megsebesült miközben az Philip Sheridan visszavonuló erőt üldözte. Sheridan az ütközet számára kedvező veszteségadatai ellenére elvesztette lélekjelenlétét és feladta a hadjárat célját, Richmond elfoglalását. |
| 1864. június 11-12. | Trevilian Station-i ütközet | amerikai polgárháború | Sheridan vezérőrnagy lecsapott a déli Fitzhugh Lee és Wade Hampton III egységeire, miközben próbálta utolérni David Hunter hadseregét Charlottesville-nél. A kezdeti sikerek ellenére Sheridan seregét visszaverték. |
| 1864. október 19.   | Cedar Creek-i ütközet       | amerikai polgárháború | Jubal Anderson Early altábornagy támadása meglepte a békésen éjszakázó szövetségi csapatokat és megfutamította őket a csatatérről, de Sheridan odaérkezésekor a túlerejű északiak összeszedték magukat és ellentámadásuk döntő győzelmet aratott. |
| 1865. március 2.    | Waynesboroughi ütközet      | amerikai polgárháború | George Armstrong Custer legyőzte a Early hadseregének maradékát a Shenandoah-völgyben. |
| 1865. április 8-9.  | Appomattoxi csata           | amerikai polgárháború | A Sheridan vezette lovasság lecsapott az Appomatox Court House-tól délre található vasúti raktárra. A lázadók visszaverése után értékes készletekre tettek szert. Egy kitörési kísérlet után a Robert E. Lee tábornok letette a fegyvert a bíróság épületében Ulysses S. Grant vezérőrnagy előtt. |
| 1876. június 25.    | Little Bighorn-i csata      | indián háborúk        | A 2-5 ezer főre becsült, egyesült indián csapatok ellen kezdeményezett csatában, George Armstrong Custert beleértve, 475 katonájából 268 életét vesztette. |

## Külföldi szakirodalom
- Stephen E. Ambrose, Crazy Horse and Custer: The Parallel Lives of Two American Warriors, Pocket Books; New Ed edition (2 Jun 2003), ISBN 0-7434-6864-3
- Evan S. Connell, Son of the Morning Star: General Custer and the Battle of the Little Bighorn, Pimlico; New Ed edition (7 Jan 1999), ISBN 0-7126-6694-X
- Thom Hatch, The Custer Companion: A Comprehensive Guide to the Life of George Armstrong Custer and the Plains Indian Wars, Stackpole Books, U.S.; 1 edition (15 Oct 2002), ISBN 0-8117-0477-7
- Douglas D. Scott, They Died with Custer: Soldiers' Bones from the Battle of the Little Bighorn, University of Oklahoma Press; New Ed edition (30 Sep 2002), ISBN 0-8061-3507-7
- Robert M. Utley and Brian W. Dippie, Custer and the Great Controversy: The Origin and Development of a Legend, Bison Books (1 Jan 1998), ISBN 0-8032-9561-8

## Az interneten megtalálható irodalom
- George Armstrong Custer, My life on the plains (Or, Personal Experiences With Indians) című,
 1874-ben megjelent műve
- Frederick Whittaker, A complete life of Gen. George A. Custer : Major-General of Volunteers; Brevet Major-General, U.S. Army; 
and Lieutenant-Colonel, Seventh U.S. Cavalry New York: Sheldon and Company, 1876
- Frances Fuller Victor, Eleven years in the Rocky Mountains and life on the frontier also a history of the Sioux war, and a life 
Gen. George A. Custer, with a full account of his last battle Hartford, Conn.: Columbian Book Co., 1877
- Thomas McLean Newson, Thrilling scenes among the Indians. With a graphic description of Custer's last fight with Sitting Bull
 Chicago and New York: Belford, Clarke and Co., 1884
- John Frederick Finerty, War-path and bivouac : or, The conquest of the Sioux : a narrative of stirring personal experiences and adventures in the Big Horn and Yellowstone expedition of 1876, and in the campaign on the British border, in 1879 Chicago: Donohue Brothers, 1890